# Reyes de la noche
Reyes de la noche és una sèrie de televisió de streaming espanyola d'època i comèdia dramàtica, creada i escrita per Adolfo Valor i Cristóbal Garrido per a Movistar+. Valor va dirigir la sèrie al costat de Carlos Therón; els dos també van exercir de productors executius al costat de Garrido. La sèrie és protagonitzada per Javier Gutiérrez, Miki Esparbé i Itsaso Arana. La sèrie, situada a la fi dels 1980 i principis dels 1990, segueix la rivalitat entre un periodista esportiu radiofònic important (Gutiérrez) i el seu pupil (Esparbé). La sèrie s'estrena el 14 de maig de 2021.

## Trama
A finals dels 1980 i començaments dels 1990, Paco el Cóndor (Javier Gutiérrez), un periodista esportiu veterà de la ràdio que coneix la indústria millor que ningú, manté un lideratge hegemònic sobre l'audiència. Almenys fins que fitxa per una altra emissora i el seu pupil, Jota (Miki Esparbé), es converteix en rival. Mentrestant, una altra presentadora, Marga Laforet (Itsaso Arana), veu desplaçat el seu programa a les dues del matí per a afavorir el contingut més comercial, principalment el de Paco i Jota.

## Repartiment

### Repartiment principal
- Javier Gutiérrez - Francisco Javier Maldonado, alias Paco "el Cóndor"
- Miki Esparbé - Jota Montes
- Itsaso Arana - Marga Laforet

### Repartiment secundari
- Cristóbal Suárez - Urrutia
- Sonia Almarcha - Almudena Ocaña
- Óscar de la Fuente - Pineda
- Carlos Blanco Vila - José Miguel Bermúdez
- Alberto San Juan - Cerdán
- Celia de Molina - Concha
- Chiqui Fernández - Marisa Gómez
- Paco Churruca - Leguineche (Episodi 1 - Episodi 3)
- Paco Hidalgo - Atilio (Episodi 1; Episodi 5 - Episodi ¿?)
- Víctor de la Fuente - Alfonso Casal (Episodi 2 - Episodi ¿?)
- Gerald B. Fillmore - Teodoro Silvestre (Episodi 2 - Episodi ¿?)
- Iván Villanueva - Padre René (Episodi 2; Episodi 4 - Episodi ¿?)
- Omar Banana - Jorge (Episodi 2 - Episodi 3; Episodi 5 - Episodi ¿?)
- Juanra Bonet - Rafa (Episodi 2)
- Raquel Guerrero - Nines (Episodi 2 - Episodi 3; Episodi 5 - Episodi ¿?)
- Manuel Chacón - Rafa Carmona "Rafita" (Episodi 2)
- Manuel Gancedo - Jesús Gil y Gil (Episodi 3)
- Luis Silva - Padre de Antunes (Episodi 3)
- Daniel Pérez Prada - Severino García (Episodi 4)
- Natalie Pinot - Natalia (Episodi 4)
- Ramón Rados - Horacio (Episodi 4)
- Óscar Ramón - Lucas Carbajo (Episodi 4)
- Juan Polanco - Nogales (Episodi 4)

amb la col·laboració especial de
- Mariano Venancio - Ricky Belafonte (Episodi 2)
- Fele Martínez - Arturo (Episodi 3)
- Soleá Morente (Episodi 4)
- Santi Prego (Episodi 4)

## Capítols
| Núm. (serie) | Títol                | Direcció      | Guió                             | Data d'emissió     |
| ------------ | -------------------- | ------------- | -------------------------------- | ------------------ |
| 1            | «Piloto»             | Carlos Therón | Adolfo Valor i Cristóbal Garrido | 14 de maig de 2021 |
| 2            | «La convocatoria»    | Carlos Therón | Adolfo Valor i Cristóbal Garrido | 14 de maig de 2021 |
| 3            | «Gil»                | Adolfo Valor  | Adolfo Valor i Cristóbal Garrido | 21 de maig de 2021 |
| 4            | «Pito "regalao"»     | Adolfo Valor  | Adolfo Valor i Cristóbal Garrido | 21 de maig de 2021 |
| 5            | «La gran final»      | Carlos Therón | Adolfo Valor i Cristóbal Garrido | 28 de maig de 2021 |
| 6            | «Minuto y resultado» | Carlos Therón | Adolfo Valor i Cristóbal Garrido | 28 de maig de 2021 |

## Producció
El 27 de juliol de 2020, Movistar+ va anunciar que havien començat a Madrid, al costat de Zeta Studios, el rodatge d'una nova sèrie de comèdia, titulada Reyes de la noche, situada en el món radiofònic i inspirada en la rivalitat entre els periodistes radiofònics José Ramón de la Morena i José María García. La sèrie va ser creada i escrita per Adolfo Valor i Cristóbal Garrido; Valor, per la seva banda, va dirigir el projecte amb Carlos Therón. La sèrie és protagonitzada per Javier Gutiérrez, Miki Esparbé i Itsaso Arana. El rodatge de la sèrie va durar vuit setmanes, i va acabar el 23 de setembre de 2020.

## Estrena
El 31 d'agost de 2020, mentre la sèrie es continuava rodant, es van llançar les primeres imatges de la sèrie. El 14 d'abril de 2021, Movistar+ va treure el tràiler de la sèrie i va anunciar que la sèrie s'estrenaria amb doble capítol setmanal el 14 de maig.

## Reconeixements
| Any  | Premi             | Categoria                                          | Nominat(s)                       | Resultat | Ref.   |
| ---- | ----------------- | -------------------------------------------------- | -------------------------------- | -------- | ------ |
| 2021 | Premis Feroz      | Millor sèrie de comèdia                            | Reyes de la noche                | Nominada | [ 9 ]  |
| 2021 | Premis Feroz      | Millor actor protagonista d'una sèrie              | Javier Gutiérrez Álvarez         | Nominat  | [ 9 ]  |
| 2021 | Premis Feroz      | Millor actor de repartiment d'una sèrie            | Alberto San Juan                 | Nominat  | [ 9 ]  |
| 2021 | Premis Feroz      | Mejor actriz de repartiment d'una sèrie            | Itsaso Arana                     | Nominat  | [ 9 ]  |
| 2021 | Premis MiM Series | DAMA a la millor minisèrie o tv-movie              | Reyes de la noche                | Pendent  | [ 10 ] |
| 2021 | Premis MiM Series | MiM a la millor interpretació masculina de comèdia | Miki Esparbé                     | Pendent  | [ 10 ] |
| 2021 | Premis MiM Series | MiM al millor de guió                              | Cristóbal Garrido i Adolfo Valor | Pendent  | [ 10 ] |